# Brazília az 1976. évi nyári olimpiai játékokon
Brazília a kanadai Montréalban megrendezett 1976. évi nyári olimpiai játékok egyik részt vevő nemzete volt. Az országot az olimpián 12 sportágban 79 sportoló képviselte, akik összesen 2 érmet szereztek.

## Érmesek
| Érem  | Versenyző                    | Sportág    | Versenyszám       |
| ----- | ---------------------------- | ---------- | ----------------- |
| Bronz | João Carlos de Oliveira      | Atlétika   | Férfi hármasugrás |
| Bronz | Reinaldo Conrad Peter Ficker | Vitorlázás | Repülő hollandi   |

## Atlétika
Férfi
| Versenyző      | Versenyszám | Előfutam | Előfutam | Előfutam | Negyeddöntő | Negyeddöntő | Negyeddöntő | Elődöntő | Elődöntő | Elődöntő | Döntő   | Döntő    |
| Versenyző      | Versenyszám | Idő      | Hely.    | Össz.    | Idő         | Hely.       | Össz.       | Idő      | Hely.    | Össz.    | Idő     | Helyezés |
| -------------- | ----------- | -------- | -------- | -------- | ----------- | ----------- | ----------- | -------- | -------- | -------- | ------- | -------- |
| Ruy da Silva   | 100 m       | 10,61    | 3.       | 19.      | 10,57       | 4.          | 18.         | 10,54    | 7.       | 15.      | kiesett | kiesett  |
| Ruy da Silva   | 200 m       | 20,99    | 2.       | 5.       | 20,76       | 3.          | 5.          | 21,01    | 3.       | 6.       | 20,84   | 5.       |
| Delmo da Silva | 400 m       | 47,21    | 2.       | 17.      | 46,48       | 4.          | 14.*        | 46,69    | 8.       | 16.      | kiesett | kiesett  |

| Versenyző               | Versenyszám | Selejtező                | Selejtező                | Döntő    | Döntő    |
| Versenyző               | Versenyszám | Eredmény                 | Helyezés                 | Eredmény | Helyezés |
| ----------------------- | ----------- | ------------------------ | ------------------------ | -------- | -------- |
| Irajá Cecy              | Magasugrás  | érvényes kísérlet nélkül | érvényes kísérlet nélkül | kiesett  | kiesett  |
| João Carlos de Oliveira | Távolugrás  | 787 cm                   | 6.                       | 800 cm   | 5.       |
| João Carlos de Oliveira | Hármasugrás | 16,81 m                  | 1.                       | 16,90 m  |          |
| Nelson Prudêncio        | Hármasugrás | 16,22 m                  | 14.                      | kiesett  | kiesett  |

Női
| Versenyző                | Versenyszám | Előfutam | Előfutam | Előfutam | Negyeddöntő | Negyeddöntő | Negyeddöntő | Elődöntő | Elődöntő | Elődöntő | Döntő   | Döntő    |
| Versenyző                | Versenyszám | Idő      | Hely.    | Össz.    | Idő         | Hely.       | Össz.       | Idő      | Hely.    | Össz.    | Idő     | Helyezés |
| ------------------------ | ----------- | -------- | -------- | -------- | ----------- | ----------- | ----------- | -------- | -------- | -------- | ------- | -------- |
| Esmeralda García         | 100 m       | 11,80    | 4.       | 31.      | 11,77       | 7.          | 28.         | kiesett  | kiesett  | kiesett  | kiesett | kiesett  |
| Silvina Pereira da Silva | 200 m       | 24,00    | 6.       | 27.      | kiesett     | kiesett     | kiesett     | kiesett  | kiesett  | kiesett  | kiesett | kiesett  |

| Versenyző                | Versenyszám | Selejtező | Selejtező | Döntő    | Döntő    |
| Versenyző                | Versenyszám | Eredmény  | Helyezés  | Eredmény | Helyezés |
| ------------------------ | ----------- | --------- | --------- | -------- | -------- |
| Maria Luísa Betioli      | Magasugrás  | 175 cm    | 25.*      | kiesett  | kiesett  |
| Silvina Pereira da Silva | Távolugrás  | 613 cm    | 16.       | kiesett  | kiesett  |

* - egy másik versenyzővel azonos eredményt/időt ért el

## Cselgáncs
| Versenyző        | Versenyszám  | Csoport | Selejtező               | 32-es főtábla            | Nyolcaddöntő                            | Negyeddöntő       | Elődöntő          | Vigaszág negyeddöntő | Vigaszág elődöntő | Bronz- mérkőzés   | Döntő             | Helyezés |
| Versenyző        | Versenyszám  | Csoport | Ellenfél Eredmény       | Ellenfél Eredmény        | Ellenfél Eredmény                       | Ellenfél Eredmény | Ellenfél Eredmény | Ellenfél Eredmény    | Ellenfél Eredmény | Ellenfél Eredmény | Ellenfél Eredmény | Helyezés |
| ---------------- | ------------ | ------- | ----------------------- | ------------------------ | --------------------------------------- | ----------------- | ----------------- | -------------------- | ----------------- | ----------------- | ----------------- | -------- |
| Roberto Machusso | Váltósúly    | B       |                         | Yona Melnik (ISR) · GY   | I Cshangszon (Lee Chang-Seon) (KOR) · V | kiesett           | kiesett           |                      |                   |                   |                   | 13.      |
| Carlos Motta     | Középsúly    | A       |                         | Assane N'Doye (SEN) · GY | Brian Jacks (GBR) · V                   | kiesett           | kiesett           |                      |                   |                   |                   | 13.      |
| Carlos Pacheco   | Félnehézsúly | A       | Mario Vecchi (ITA) · GY | José Ibañez (CUB) · GY   | Jean-Luc Rougé (FRA) · V                | kiesett           | kiesett           |                      |                   |                   |                   | 12.      |

## Evezés
Férfi
| Versenyző                                                | Versenyszám              | Előfutam | Előfutam | Vigaszág | Vigaszág | Elődöntő | Elődöntő | Döntő   | Döntő   | Döntő   | Helyezés    |
| Versenyző                                                | Versenyszám              | Idő      | Hely.    | Idő      | Hely.    | Idő      | Hely.    | Típus   | Idő     | Hely.   | Helyezés    |
| -------------------------------------------------------- | ------------------------ | -------- | -------- | -------- | -------- | -------- | -------- | ------- | ------- | ------- | ----------- |
| Gilberto Gerhardt Sérgio Sztancsa                        | Kétpárevezős             | 7:02,18  | 5.       | 6:48,95  | 4.       | kiesett  | kiesett  | kiesett | kiesett | kiesett | 13.         |
| Guilherme Campos Raúl Bagattini                          | Kormányos nélküli kettes | 8:00,64  | 5.       | 7:22,32  | 6.       | kiesett  | kiesett  | kiesett | kiesett | kiesett | helyezetlen |
| Atalibio Magioni Wandir Kuntze Nilton Alonço (kormányos) | Kormányos kettes         | 7:39,20  | 2.       | erőnyerő | erőnyerő | 7:21,81  | 5.       | B       | 8:14,44 | 4.      | 10.         |

## Labdarúgás
| Brazil labdarúgócsapat-játékoskeret                                                       | Brazil labdarúgócsapat-játékoskeret                                                |
| ----------------------------------------------------------------------------------------- | ---------------------------------------------------------------------------------- |
| - Batista - Carlos - Zé Carlos - Edinho - Edval - Erivelto - Eudes - Chico Fraga - Jarbas | - Julinho - Júnior - Alberto Leguelé - Marinho - Mauro - Rosemiro - Santos - Tecão |

### Eredmények
Csoportkör
A csoport
| Csapat        | M            | Gy           | D            | V            | G+           | G–           | Gk           | P            |
| ------------- | ------------ | ------------ | ------------ | ------------ | ------------ | ------------ | ------------ | ------------ |
| Brazília      | 2            | 1            | 1            | 0            | 2            | 1            | +1           | 3            |
| NDK           | 2            | 1            | 1            | 0            | 1            | 0            | +1           | 3            |
| Spanyolország | 2            | 0            | 0            | 2            | 1            | 3            | –2           | 0            |
| Nigéria       | visszalépett | visszalépett | visszalépett | visszalépett | visszalépett | visszalépett | visszalépett | visszalépett |

| 1976. július 18. 12:00 |

| Brazília (BRA) | 0–0         | NDK |
| -------------- | ----------- | --- |
|                | Jegyzőkönyv |     |

| Varsity Stadium, Toronto Nézőszám: 21 643 Játékvezető: John Paterson (skót) |

| 1976. július 20. 12:00 |

| Brazília (BRA)                         | 2–1               | Spanyolország |
| -------------------------------------- | ----------------- | ------------- |
| Rosemiro 7' Chico Fraga 47' (11-esből) | (1–1) Jegyzőkönyv | Idígoras 14'  |

| Olimpiai Stadion, Montréal Nézőszám: 38 123 Játékvezető: Paul Schiller (osztrák) |

Negyeddöntő
| 1976. július 25. 12:00 |

| Brazília (BRA)                         | 4–1               | Izrael     |
| -------------------------------------- | ----------------- | ---------- |
| Jarbas 56' 74' Erivelto 72' Júnior 88' | (0–0) Jegyzőkönyv | Peretz 80' |

| Varsity Stadium, Toronto Nézőszám: 18 601 Játékvezető: Palotai Károly (magyar) |

Elődöntő
| 1976. július 27. 12:00 |

| Lengyelország (POL) | 2–0               | Brazília |
| ------------------- | ----------------- | -------- |
| Szarmach 51' 82'    | (0–0) Jegyzőkönyv |          |

| Varsity Stadium, Toronto Nézőszám: 21 743 Játékvezető: John Paterson (skót) |

Bronzmérkőzés
| 1976. július 29. |

| Szovjetunió (URS)                       | 2–0               | Brazília |
| --------------------------------------- | ----------------- | -------- |
| Oniscsenko 5' Nazarenko 49' Troskin 85′ | (1–0) Jegyzőkönyv |          |

| Olimpiai Stadion, Montréal Nézőszám: 55 647 Játékvezető: Ávráhám Klein (izraeli) |

| Csapat         | Helyezés |
| -------------- | -------- |
| Brazília (BRA) | 4.       |

## Műugrás
Férfi
| Versenyző    | Versenyszám        | Selejtező | Selejtező | Döntő   | Döntő    |
| Versenyző    | Versenyszám        | Pont      | Helyezés  | Pont    | Helyezés |
| ------------ | ------------------ | --------- | --------- | ------- | -------- |
| Milton Braga | Egyéni toronyugrás | 424,68    | 21.       | kiesett | kiesett  |

## Ökölvívás
| Versenyző            | Versenyszám  | Selejtező                            | 32-es főtábla               | Nyolcaddöntő                           | Negyeddöntő             | Elődöntő          | Döntő             | Helyezés |
| Versenyző            | Versenyszám  | Ellenfél Eredmény                    | Ellenfél Eredmény           | Ellenfél Eredmény                      | Ellenfél Eredmény       | Ellenfél Eredmény | Ellenfél Eredmény | Helyezés |
| -------------------- | ------------ | ------------------------------------ | --------------------------- | -------------------------------------- | ----------------------- | ----------------- | ----------------- | -------- |
| Antônio Toledo Filho | Légsúly      | erőnyerő                             | Leszek Błażyński (POL) · KO | kiesett                                | kiesett                 | kiesett           | kiesett           | 16.      |
| Raimundo Alves       | Pehelysúly   | erőnyerő                             | Juan Paredes (MEX) · 0-5    | kiesett                                | kiesett                 | kiesett           | kiesett           | 17.      |
| Francisco de Jesus   | Kisváltósúly | Girmaye Gabre (ETH) · nem vett részt | erőnyerő                    | Ulrich Beyer (GDR) · 0-5               | kiesett                 | kiesett           | kiesett           | 9.       |
| Fernando Martins     | Középsúly    |                                      | erőnyerő                    | Maatouk Elsadek (LBA) · nem vett részt | Alec Năstac (ROU) · 2-3 | kiesett           | kiesett           | 5.       |

## Röplabda

### Férfi
| Brazil férfi röplabdacsapat-játékoskeret                                                                                                  | Brazil férfi röplabdacsapat-játékoskeret                                                                              |
| --- | --- |
| - Alexandre Abeid - Antônio Carlos Moreno - Sérgio Danilas - Fernando Roscio de Ávila - Paulo Roberto de Freitas - José Roberto Guimarães | - Alexandre Kalache - Elói de Oliveira - Paulo Peterle - Bernard Rajzman - Jean Luc Rosat - William Carvalho da Silva |

#### Eredmények
Csoportkör
B csoport
|                   |                                                                   | Mérkőzések                                                        | Mérkőzések                                                        | Szettek                                                           | Szettek                                                           | Szettek                                                           | Pontok                                                            | Pontok                                                            | Pontok                                                            |
| Csapat            | Pont                                                              | Gy                                                                | V                                                                 | Sz+                                                               | Sz–                                                               | SzA                                                               | P+                                                                | P–                                                                | PA                                                                |
| ----------------- | ----------------------------------------------------------------- | ----------------------------------------------------------------- | ----------------------------------------------------------------- | ----------------------------------------------------------------- | ----------------------------------------------------------------- | ----------------------------------------------------------------- | ----------------------------------------------------------------- | ----------------------------------------------------------------- | ----------------------------------------------------------------- |
| Szovjetunió (URS) | 6                                                                 | 3                                                                 | 0                                                                 | 9                                                                 | 0                                                                 | MAX                                                               | 135                                                               | 63                                                                | 2,143                                                             |
| Japán (JPN)       | 5                                                                 | 2                                                                 | 1                                                                 | 6                                                                 | 3                                                                 | 2,000                                                             | 118                                                               | 89                                                                | 1,326                                                             |
| Brazília (BRA)    | 4                                                                 | 1                                                                 | 2                                                                 | 3                                                                 | 6                                                                 | 0,500                                                             | 118                                                               | 142                                                               | 0,831                                                             |
| Olaszország (ITA) | 3                                                                 | 0                                                                 | 3                                                                 | 2                                                                 | 9                                                                 | 0,222                                                             | 81                                                                | 158                                                               | 0,513                                                             |
| Egyiptom (EGY)    | Visszalépett, az egy lejátszott mérkőzésének eredményét törölték. | Visszalépett, az egy lejátszott mérkőzésének eredményét törölték. | Visszalépett, az egy lejátszott mérkőzésének eredményét törölték. | Visszalépett, az egy lejátszott mérkőzésének eredményét törölték. | Visszalépett, az egy lejátszott mérkőzésének eredményét törölték. | Visszalépett, az egy lejátszott mérkőzésének eredményét törölték. | Visszalépett, az egy lejátszott mérkőzésének eredményét törölték. | Visszalépett, az egy lejátszott mérkőzésének eredményét törölték. | Visszalépett, az egy lejátszott mérkőzésének eredményét törölték. |

| 1976. július 18. 21:30 | Brazília (BRA) | 3 – 1 | Egyiptom (EGY) |  |
| 1976. július 18. 21:30 |                |       |                |  |

| 1976. július 20. 13:00 | Szovjetunió (URS)   | 3 – 0 | Brazília (BRA) |  |
| 1976. július 20. 13:00 | (15–7, 15–11, 15–2) |       |                |  |

| 1976. július 22. 13:00 | Brazília (BRA)      | 0 – 3 | Japán (JPN) |  |
| 1976. július 22. 13:00 | (13–15, 8–15, 9–15) |       |             |  |

| 1976. július 24. 21:30 | Olaszország (ITA)                | 2 – 3 | Brazília (BRA) |  |
| 1976. július 24. 21:30 | (8–15, 15–11, 15–12, 6–15, 8–15) |       |                |  |

Az 5–8. helyért
| 1976. július 26. 19:30 | Dél-Korea (KOR)                  | 3 – 2 | Brazília (BRA) |  |
| 1976. július 26. 19:30 | (15–12, 12–15, 7–15, 15–6, 15–5) |       |                |  |

A 7. helyért
| 1976. július 27. 18:30 | Brazília (BRA)     | 3 – 0 | Olaszország (ITA) |  |
| 1976. július 27. 18:30 | (15–8, 15–6, 15–8) |       |                   |  |

| Csapat         | Helyezés |
| -------------- | -------- |
| Brazília (BRA) | 7.       |

## Sportlövészet
Nyílt
| Versenyző            | Versenyszám          | Pont | Helyezés |
| -------------------- | -------------------- | ---- | -------- |
| Delival Nobre        | Gyorstüzelő pisztoly | 563  | 41.      |
| Bertino de Souza     | Szabadpisztoly       | 556  | 9.       |
| Paulo Lamego         | Szabadpisztoly       | 544  | 29.      |
| Waldemar Capucci     | Sportpuska, fekvő    | 582  | 60.      |
| Durval Guimarães     | Sportpuska, fekvő    | 592  | 9.       |
| Marcos José Olsen    | Trap                 | 181  | 11.      |
| Romeu Luchiari Filho | Skeet                | 189  | 30.      |
| Athos Pisoni         | Skeet                | 191  | 22.      |

## Súlyemelés
| Versenyző     | Versenyszám | Szakítás | Szakítás | Lökés    | Lökés    | Összesen | Helyezés |
| Versenyző     | Versenyszám | Eredmény | Helyezés | Eredmény | Helyezés | Összesen | Helyezés |
| ------------- | ----------- | -------- | -------- | -------- | -------- | -------- | -------- |
| Paulo de Sene | 56 kg       | 92,5     | 17.      | 122,5    | 15.      | 215,0    | 16.      |

## Úszás
Férfi
| Versenyző            | Versenyszám    | Előfutam | Előfutam | Előfutam | Elődöntő | Elődöntő | Elődöntő | Döntő    | Döntő    |
| Versenyző            | Versenyszám    | Idő      | Hely.    | Össz.    | Idő      | Hely.    | Össz.    | Idő      | Helyezés |
| -------------------- | -------------- | -------- | -------- | -------- | -------- | -------- | -------- | -------- | -------- |
| Djan Madruga         | 400 m gyors    | 3:59,62  | 1.       | 5.       |          |          |          | 3:57,18  | 4.       |
| Djan Madruga         | 1500 m gyors   | 15:36,95 | 2.       | 6.       |          |          |          | 15:19,84 | 4.       |
| Paul Jovanneau       | 100 m gyors    | 54,49    | 5.       | 32.      | kiesett  | kiesett  | kiesett  | kiesett  | kiesett  |
| Paul Jovanneau       | 100 m hát      | 59,35    | 2.       | 12.      | 59,59    | 7.       | 14.      | kiesett  | kiesett  |
| Rômulo Arantes Filho | 100 m hát      | 58,46    | 2.       | 7.       | 58,49    | 6.       | 11.      | kiesett  | kiesett  |
| Rômulo Arantes Filho | 200 m hát      | 2:07,38  | 4.       | 10.      |          |          |          | kiesett  | kiesett  |
| Rômulo Arantes Filho | 100 m pillangó | 58,80    | 5.       | 33.      | kiesett  | kiesett  | kiesett  | kiesett  | kiesett  |
| José Sylvio Fiolo    | 100 m mell     | 1:06,18  | 4.       | 14.      | 1:06,38  | 7.       | 15.      | kiesett  | kiesett  |
| Sérgio Ribeiro       | 100 m mell     | 1:06,07  | 4.       | 12.      | 1:06,69  | 8.       | 16.      | kiesett  | kiesett  |
| Sérgio Ribeiro       | 200 m mell     | kizárták | kizárták | kizárták |          |          |          | kiesett  | kiesett  |

Női
| Versenyző         | Versenyszám    | Előfutam | Előfutam | Előfutam | Elődöntő | Elődöntő | Elődöntő | Döntő   | Döntő    |
| Versenyző         | Versenyszám    | Idő      | Hely.    | Össz.    | Idő      | Hely.    | Össz.    | Idő     | Helyezés |
| ----------------- | -------------- | -------- | -------- | -------- | -------- | -------- | -------- | ------- | -------- |
| Maria Guimarães   | 400 m gyors    | 4:32,63  | 4.       | 21.      |          |          |          | kiesett | kiesett  |
| Cristina Teixeira | 100 m mell     | 1:17,94  | 6.       | 27.      | kiesett  | kiesett  | kiesett  | kiesett | kiesett  |
| Cristina Teixeira | 200 m mell     | 2:47,69  | 4.       | 31.      |          |          |          | kiesett | kiesett  |
| Flavia Nadalutti  | 100 m pillangó | 1:06,29  | 5.       | 28.      | kiesett  | kiesett  | kiesett  | kiesett | kiesett  |
| Rosemary Ribeiro  | 100 m pillangó | 1:06,50  | 6.       | 30.      | kiesett  | kiesett  | kiesett  | kiesett | kiesett  |
| Rosemary Ribeiro  | 200 m pillangó | 2:23,79  | 6.       | 27.      |          |          |          | kiesett | kiesett  |

## Vitorlázás
Nyílt
| Versenyző                                | Versenyszám     | Futam  | Futam | Futam  | Futam  | Futam | Futam | Futam  | Pontszám | Helyezés |
| Versenyző                                | Versenyszám     | 1      | 2     | 3      | 4      | 5     | 6     | 7      | Pontszám | Helyezés |
| ---------------------------------------- | --------------- | ------ | ----- | ------ | ------ | ----- | ----- | ------ | -------- | -------- |
| Cláudio Biekarck                         | Finn dingi      | 11,7   | 13,0  | 10,0   | (25,0) | 3,0   | 0,0   | 17,0   | 54,7     | 4.       |
| Luiz Aydos Marco Paradeda                | 470-es osztály  | 10,0   | 18,0  | 14,0   | 14,0   | 16,0  | 24,0  | (27,0) | 96,0     | 11.      |
| Reinaldo Conrad Peter Ficker             | Repülő hollandi | 14,0   | 15,0  | (24,0) | 11,7   | 0,0   | 5,7   | 5,7    | 52,1     |          |
| Gastão Brun Vicente Brun Andreas Wengert | Soling          | (23,0) | 15,0  | 11,7   | 22,0   | 8,0   | 19,0  | 5,7    | 81,4     | 10.      |

## Vívás
Férfi
| Versenyző     | Versenyszám       | Selejtező | Selejtező | Selejtező         | Selejtező | Selejtező         | Selejtező | Főtábla           | Főtábla           | Vigaszág          | Vigaszág          | Vigaszág          | Döntő             | Döntő   | Helyezés |
| Versenyző     | Versenyszám       | 1. kör | 1. kör    | 2. kör            | 2. kör    | 3. kör            | 3. kör    | 1. kör            | 2. kör            | 1. kör            | 2. kör            | 3. kör            | Döntő             | Döntő   | Helyezés |
| Versenyző     | Versenyszám       | Ellenfél Eredmény | Hely.     | Ellenfél Eredmény | Hely.     | Ellenfél Eredmény | Hely.     | Ellenfél Eredmény | Ellenfél Eredmény | Ellenfél Eredmény | Ellenfél Eredmény | Ellenfél Eredmény | Ellenfél Eredmény | Hely.   | Helyezés |
| ------------- | ----------------- | --- | --------- | ----------------- | --------- | ----------------- | --------- | ----------------- | ----------------- | ----------------- | ----------------- | ----------------- | ----------------- | ------- | -------- |
| Arthur Cramer | Párbajtőr, egyéni | E. csoport · Pongrácz Antal (ROU) · 4-5 · Alekszandr Abusahmetov (URS) · 4-5 · Reinhold Behr (FRG) · 5-4 · Roger Kam (HKG) · 5-2 | 4.        | kiesett           | kiesett   | kiesett           | kiesett   | kiesett           | kiesett           | kiesett           | kiesett           | kiesett           | kiesett           | kiesett | 38.      |